# Trax
『trax』（トラックス）は、日本の音楽グループであるravexの1枚目のアルバムである。2009年4月29日発売。

## 解説
CD+DVD、CDともに初回盤のみデジパック仕様。

## 収録曲

### CD
1. I RAVE U (Original) (4:53)
（作曲：ravex, Maximizor）
配信限定楽曲。アナログ盤「I RAVE U／HOUSE NATION feat. LISA／1 more night feat. MONKEY MAJIK」にも収録されている。Maximizor「Can't Undo This!!」のリメイク楽曲。
2. ROCK U feat. 安室奈美恵 (4:13)
（作詞：VERBAL / 作曲：ravex）
スクウェア・エニックス「Call of Duty: Black Ops」CMソング
安室奈美恵のコラボレーション・アルバム『Checkmate!』にも収録されている。
3. Just the Two of Us feat. 東方神起 (5:44)
 （作詞：田中知之 / 作曲：ravex, 冨田謙）
4. HOUSE NATION feat. LISA (4:09)
 （作詞：LISA / 作曲：ravex, LISA）
「HOUSE NATION」イベントテーマソング
Sony Ericsson W64S CMタイアップソング
配信限定楽曲。デビュー・シングルのカップリング曲。アナログ盤「I RAVE U／HOUSE NATION feat. LISA／1 more night feat. MONKEY MAJIK」にも収録されている。
5. Bangalicious feat. 土屋アンナ (4:29)
 （作詞：LISA / 作曲：ravex）
6. Believe in LOVE feat. BoA (4:49)
 （作詞：EMI K.Lynn / 作曲：ravex）
2ndシングル。BoAの28thシングル「永遠／UNIVERSE feat. Crystal Kay & VERBAL(m-flo)／Believe in LOVE feat. BoA (Acoustic Version)」にアコースティック・バージョンが収録されている。
7. NEWエキセントリックガール feat. 千紗 (GIRL NEXT DOOR) (4:06)
 （作詞：Boo 作曲：ravex）
8. Golden LUV feat. MAKI GOTO (4:22)
 （作詞：Boo / 作曲：ravex）
2ndシングルのカップリング曲。
9. V.I.P.P. (Very Important Party People) feat. TRF & VERBAL (m-flo) (5:10)
 （作詞・作曲：小室哲哉）
TRFの6thシングル「survival dAnce 〜no no cry more〜」がサンプリングされている。
10. 1 more night feat. MONKEY MAJIK (4:20)
 （作詞：Blaise, Maynard / 作曲：ravex, Blaise, Maynard）
配信限定楽曲。アナログ盤「I RAVE U／HOUSE NATION feat. LISA／1 more night feat. MONKEY MAJIK」にも収録されている。
11. 悪い子みつけた。 feat. 安藤裕子 (3:40)
 （作詞：安藤裕子 / 作曲：ravex）
12. I RAVE U feat. DJ OZMA (4:18)
 （作詞：DJ OZMA / 作曲：ravex, Maximizor）
全国カラオケ事業者協会推薦宴会ソング
デビュー・シングル。

### DVD
1. ravex in TEZUKA WORLD (original animation)
手塚プロダクション制作オリジナル・アニメーション。
2. Believe in LOVE feat. BoA (music video)
3. I RAVE U feat. DJ OZMA (music video)
4. Mega ravex (ravex in TEZUKA WORLD snippets)
「ravex in TEZUKA WORLD」映像使用。